# Cladonota plummeri
Cladonota plummeri är en insektsart som beskrevs av Peláez. Cladonota plummeri ingår i släktet Cladonota och familjen hornstritar. Inga underarter finns listade i Catalogue of Life.